# Amerika Perdida
Amerika Perdida és el primer disc recopilatori de Mano Negra, on inclou cançons dels tres discs publicats fins aquell moment: Patchanka, Puta's Fever i King of Bongo.

## Llista de cançons
1. "Mano Negra" – 1:44 [Patchanka]
2. "Mala Vida" – 2:53 [Patchanka]
3. "Amerika Perdida" – 2:58
4. "Peligro" – 2:52 [Puta's Fever]
5. "Sidi H' Bibi" – 2:36 [Puta's Fever]
6. "Noche de Accion" – 2:46 [Patchanka]
7. "El Sur" – 1:00 [Puta's Fever]
8. "Patchuko Hop" – 2:28 [Puta's Fever]
9. "Mano Negra" – 0:57 [Puta's Fever]
10. "Patchanka" – 3:05 [Puta's Fever]
11. "Indios De Barcelona" – 2:34 [Patchanka]
12. "Guayaquil City" – 3:01 [Puta's Fever]
13. "El Jako" – 2:48 [King of Bongo]
14. "Soledad" – 2:34 [Puta's Fever]
15. "King Kong Five" – 1:56 [Puta's Fever]
16. "Salga La Luna" – 3:34 [Patchanka]